# Списак ликова серије Дужност

Дужност је британска полицијска серија канала ББЦ. Серија је почела емитовање 26. јуна 2012. године и постала је најбоља драма канала ББЦ 2 за десет година са са просечним бројем гледалаца од 4,1 милион. Иако у једној сезони један од главних ликова буде главни само тада, у серији се издваја троје ликова који су ту од почетка: Детектив наредник Стив Арнот, детективка наредница Кејт Флеминг и надзорник Тед Хејстингс. Они су ту од почетка серије.

## Ликови
| Лик           | Глумац          | Сезоне | Сезоне | Сезоне   | Сезоне | Сезоне |
| Лик           | Глумац          | 1      | 2      | 3        | 4      | 5      |
| ------------- | --------------- | ------ | ------ | -------- | ------ | ------ |
| Ентони Гејтс  | Лени Џејмс      | Главна |        |          |        |        |
| Стив Арнот    | Мартин Компстон | Главна | Главна | Главна   | Главна | Главна |
| Кејт Флеминг  | Вики Меклур     | Главна | Главна | Главна   | Главна | Главна |
| Тед Хејстингс | Адријан Данбар  | Главна | Главна | Главна   | Главна | Главна |
| Метју Котан   | Крег Паркинсон  | Главна | Главна | Главна   | Гост   |        |
| Линдзи Дентон | Кили Хос        |        | Главна | Повратна |        |        |
| Дени Волдрон  | Данијел Мејс    |        |        | Главна   |        |        |
| Розан Хантли  | Тандивеј Њутон  |        |        |          | Главна |        |
| Џејми Десфорд | Ројс Пјересон   |        |        |          | Главна |        |
| Џон Корбет    | Стивен Грејем   |        |        |          |        | Главна |